# Helga Weippert
Helga Weippert (* 4. Mai 1943 in Stuttgart; † 13. März 2019) war eine deutsche Alttestamentlerin.
Weippert studierte in Basel, Göttingen und Tübingen Evangelische Theologie und promovierte 1971 an der Universität Basel bei Hans Joachim Stoebe über Die Prosareden des Jeremiabuches. Sie hatte von 1979 bis 1981 einen Lehrauftrag für Altes Testament und Biblische Archäologie an der Universität Utrecht, ab 1983 an der Ruprecht-Karls-Universität Heidelberg. Seit 1998 lebte sie mit ihrem Ehemann, dem emeritierten Professor für Altes Testament Manfred Weippert, in Frankreich.
Von 1992 bis 1998 war sie als Nachfolgerin von Herbert Donner Vorsitzende des Deutschen Vereins zur Erforschung Palästinas. Für das Handbuch der Archäologie verfasste sie den Teilband Palästina in vorhellenistischer Zeit. Jens Kamlah nannte diesen Band „das wichtigste deutsche Handbuch zur Biblischen Archäologie“.

## Schriften
Eine Bibliographie findet sich in: Helga Weippert: Unter Olivenbäumen. Studien zur Archäologie Syrien-Palästinas, Kulturgeschichte und Exegese des Alten Testaments. Gesammelte Aufsätze. Festgabe zum 4. Mai 2003. Hrsg. von Angelika Berlejung und Hermann Michael Niemann. Ugarit Verlag, Münster 2006, ISBN 978-3-934628-68-7, S. 473–480.